# 아인슈타인-더 하스 효과
아인슈타인-더 하스 효과는 기체가 담긴 고립된 시스템을 비틀림 상수가 작은 실에 매어달고, 외부 자기장으로 스핀을 정렬시키자 전체 각운동량의 보존때문에 시스템이 회전하는 현상을 말한다.